# (2227) Otto Struve
(2227) Otto Struve es un asteroide perteneciente al cinturón de asteroides, descubierto el 13 de septiembre de 1955 por el equipo de la Universidad de Indiana   desde el Observatorio Goethe Link, Brooklyn (Estados Unidos).

## Designación y nombre
Designado provisionalmente como 1955 RX. Fue nombrado Otto Struve en honor al astrónomo estadounidense de origen ruso Otto Struve.